# Risen 3: Titan Lords
Risen 3: Titan Lords es un videojuego perteneciente al género de rol y acción desarrollado por la empresa Piranha Bytes y publicado por Deep Silver. Es la secuela de Risen 2: Dark Waters y la tercera entrega de la serie Risen. Risen 3: Titan Lords retoma la ambientación medieval del primer Risen, alejándose de la temática pirata de la segunda entrega.

## Argumento
Abandonados por todos los dioses y tras el sufrimiento de las Guerras de los Titánes, una nueva amenaza se eleva desde el suelo. Un joven guerrero es privado de su alma y se pone en marcha para recuperar lo que perdió en medio de la oscuridad que se está extendiendo por todo el mundo. El Mago podría ser un poderoso aliado en su búsqueda. Para obtener su ayuda necesita encontrar el santuario de Taranis, también conocida como la Isla del Trueno. Protegida por los Guardianes, los Magos buscan en las minas de Taranis cristales cargados de magia.

## Desarrollo
Antes del anuncio oficial de Risen 3: Titan Lords, los rumores persistieron que la tercera entrega de la serie Risen iba a ser llamado Risen 3: Blazing Océan . Esto fue supuestamente basado en una publicación en Facebook por la alemana empresa de multimedia Dluxe Medios que decía que había anotado un contrato que incluía la creación de la banda sonora de Risen 3: Blazing Océan.

## Recepción
Risen 3: Titan Lords recibió críticas mixtas. La gran escala de su mundo, la gran variedad de enemigos y de ambientes fueron elogiados, así como los diversos ajustes menores, pero el juego fue criticado por su falta de mejoras significativas respecto a su predecesor. Particularmente en los gráficos, reutilizar el mal sistema de combate del segundo juego, abundantes fallos en la tasa de fotogramas, y el lagrimeo de pantalla incluso en las escenas cinematográficas.
Hooked Gamers declaró: "Risen 3: Titan Lords irradia ambiente y sirve como un recordatorio de que este tipo de juegos de rol es intemporal. Todo lo que necesitas es una gran jugabilidad, un argumento decente y un variado mundo abierto en el que cada vez hay una nueva dirección, una nueva aventura te espera. El tiempo devora Risen 3 es tanto sobre el jugador que busque a reclamar la devolución de un alma perdida, ya que se trata de Piranha Bytes encontrar la suya ". Mientras que PC Gamer dijo: problemillas de combate y fangosos gráficos hacen poco para estropear la diversión de este juego de rol agradable.